# Ron Hicks
Ron Hicks (Columbus, 1965) è un pittore statunitense.

## Biografia
Ron Hicks nasce a Columbus, Ohio, nel 1965 ed è uno dei quattro figli di un autista di camion. Trascorse la sua infanzia nel tranquillo e amichevole quartiere di Park Hill a Denver, Colorado dove la famiglia si trasferisce quando Ron e suo fratello gemello, Don, avevano due anni. Fin da piccolo Hicks si interessò alla pittura, incoraggiato dalla madre, anch’essa artista. A 13 anni i suoi genitori divorziarono e lui, sua madre e i fratelli tornarono a Columbus. Lì, un gruppo di insegnanti incoraggiò Ron nel cimentarsi nella pittura e riuscì a vincere, grazie al suo talento, numerosi premi e competizioni d'arte.
Il suo talento fu notato durante gli anni del liceo e ricevette una borsa di studio per studiare alla Columbus College of Art and Design di Columbus (nota per essere una delle migliori scuole d'arte nel paese) dove si laurea in belle arti e in illustrazione. 
Dopo la laurea fa ritorno a Denver per studiare presso il Colorado Institute of Art di Denver (in seguito Art Institute of Colorado), ottenendo una laurea in design pubblicitario. 
Dopo il college, Hicks inizia a lavorare per agenzie, riviste e come illustratore freelance, dedicandosi alla pittura soltanto la notte.
Ron Hicks è docente presso The Art Students League di Denver.

## Stile
(Ron Hicks)
Ron Hicks si è affermato grazie alla sua pittura impressionista.
Il suo è uno stile più tradizionale, con influenze che includono i maestri olandesi del XVII secolo; fonde arte figurativa e impressionismo,ma le idee e le storie all'interno dei suoi dipinti trasmettono un sentimento molto più contemporaneo. Le sue opere ricordano quelle di Degas: come egli spiava le ballerine durante le prove, Hicks spia i suoi soggetti, che continuano a vivere la loro quotidianità senza comprendere di essere osservati dall'artista.
Alcuni critici hanno confrontato le sue opere con dipinti di Rembrandt e Daumier.

## Contenuto
Hicks usa colori dalle tonalità cupe, e in particolare le diverse tonalità del grigio. Raramente utilizza i colori puri, ma si possono comunque notare dei frammenti di luce grazie all’uso dei colori chiari e deboli fasci di luce. 
Le ambientazioni dei dipinti di Ron Hicks sono spesso tipiche architetture degli anni ’30: salotti, bar in stile Art Nouveau, giardini pubblici.

### La figura femminile
Il soggetto principale del pittore è la donna, nelle sue pose più rilassate, nei suoi momenti di intimità, negli ambienti di vita comune, o nei momenti romantici con l’uomo che ama, sempre in un atteggiamento enigmatico o interrogativo. Nella figura della donna sono presentati sentimenti contrapposti: ingenua ma al tempo stesso accattivante, spavalda ma anche impaurita.
L’uomo invece rappresenta un elemento di affiancamento alla composizione e ha il compito di aiutare e di risollevare la donna nei momenti del bisogno e di fragilità, raccogliendola in un abbraccio o in un bacio appassionato. L'uomo è visto sia come elemento che crea tensione nella coppia sia come colui che ricrea armonia.
Molte volte le scene raffigurate dall'artista sono attimi prima di un’azione: sguardi intensi, abbracci che precedono l’unirsi in un bacio appassionato, creando così una sensazione di suspense in colui che osserva l’opera.

## Esposizioni
Le opere di Ron Hicks sono esposte presso:
- Saks Galleries, Denver, Colorado
- Gallery 1261, Denver, Colorado
- Vail International Gallery, Vail, Colorado
- Meyer East Gallery, Santa Fe, New Mexico
- Palm Avenue Fine Art, Sarasota, Florida